# Sint-Mauritiuskerk (Bilzen)

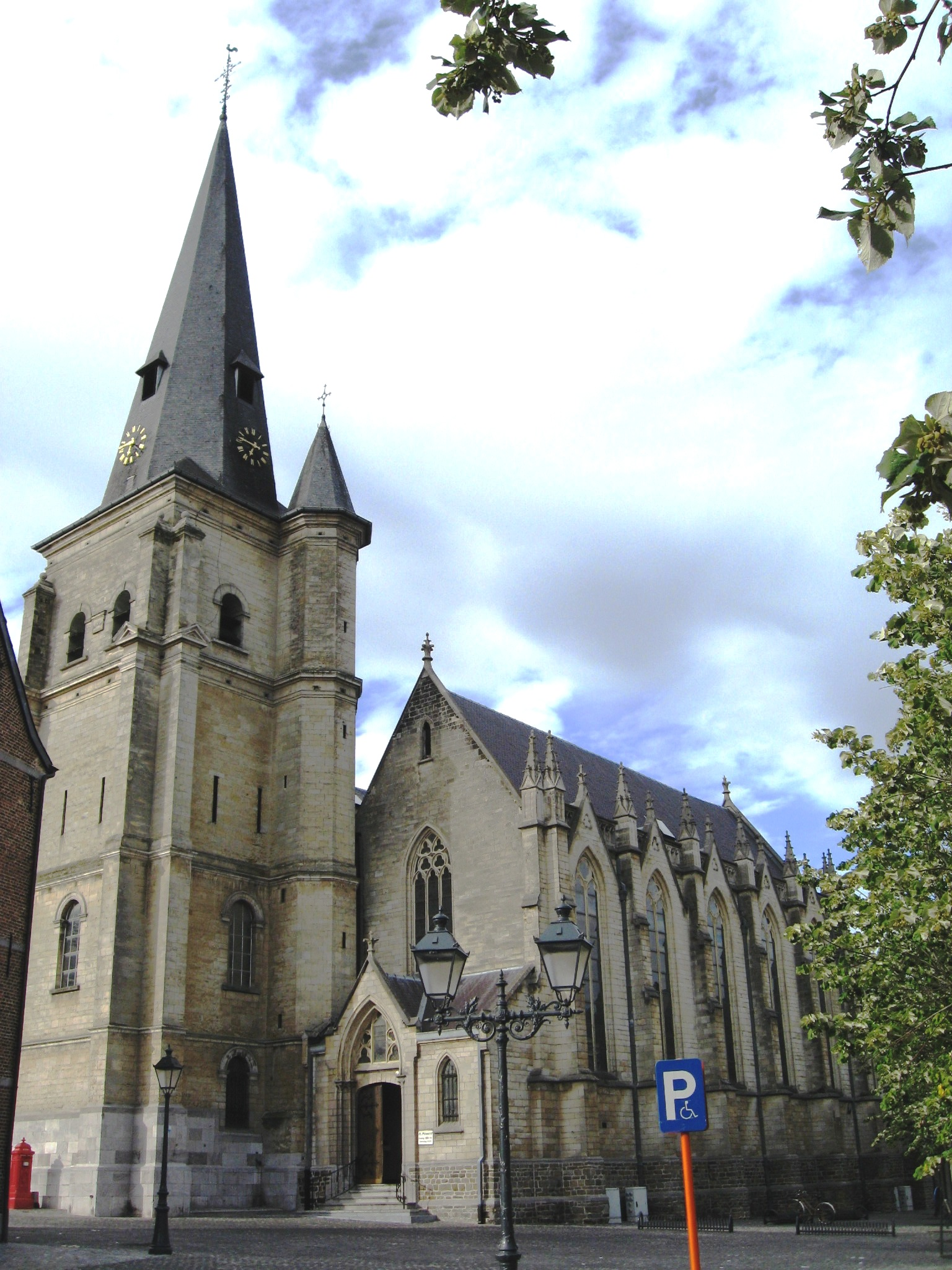
Sint-Mauritiuskerk

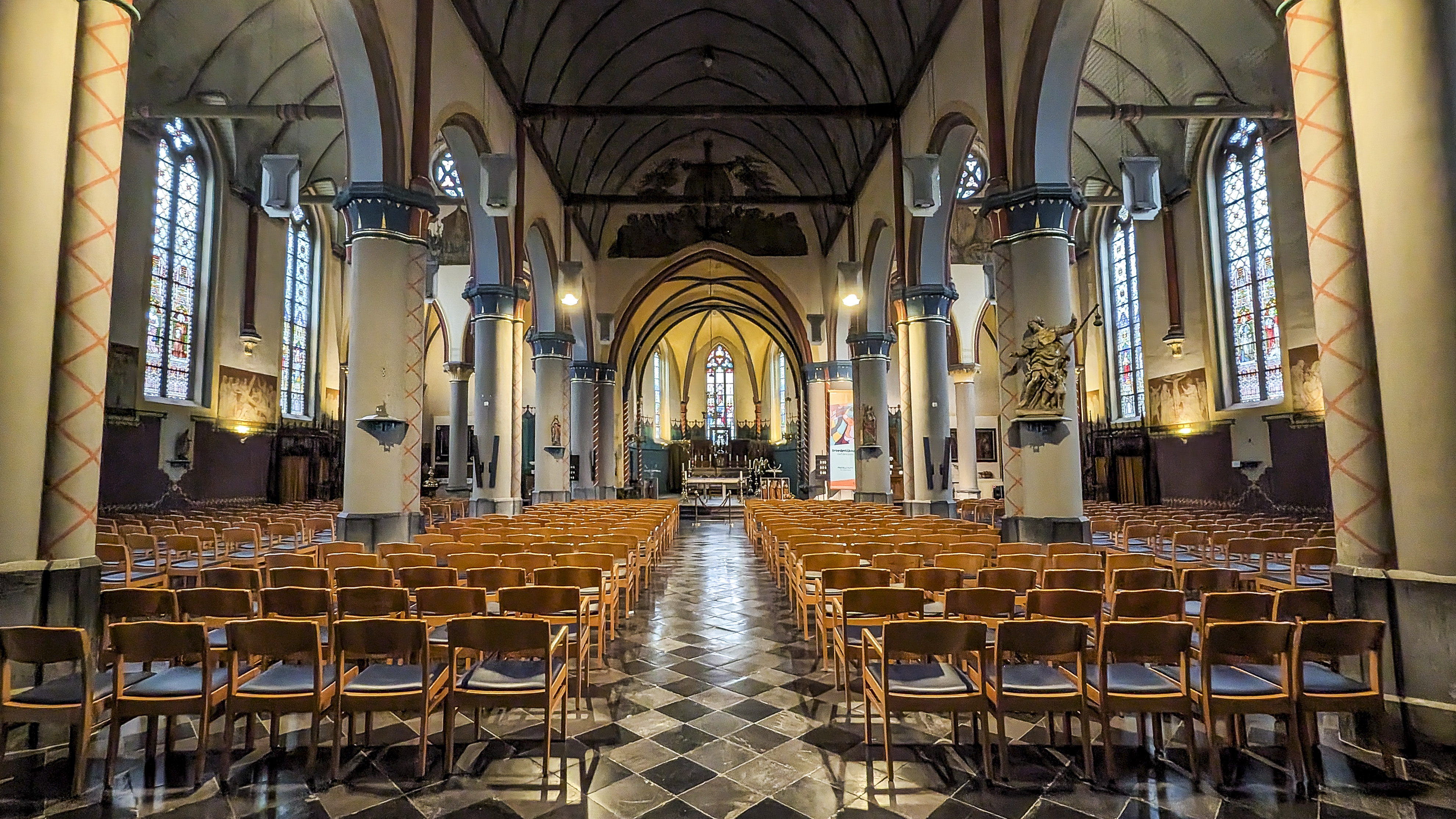
Interieur

De Sint-Mauritiuskerk is de parochiekerk van Bilzen, die zich bevindt aan de Markt aldaar. Het is een van de zeldzame voorbeelden van een hallenkerk in de streek. De kerk is gewijd aan de heilige Mauritius.

## Geschiedenis
Al in de 8e of 9e eeuw stond hier een houten zaalkerkje. Later werd dit omgevormd tot een primitief stenen kerkje. Daarbij werd gebruikgemaakt van silexbrokken, Romeinse dakpannen en brokken ijzerzandsteen. Vervolgens kwam een Romaans kerkje in silex tot stand, waarvan in de 12e eeuw de zijbeuken werden verlengd. In de 15e eeuw werd deze kerk door een gotisch bouwwerk vervangen. Daarvan bleef het koor bewaard.
Vanaf eind 16e eeuw werden diverse leden van de familie Von Bocholtz in de kerk begraven. In 1636 werd de kerk door Kroatische troepen onder leiding van Jan van Werth in brand gestoken, en in 1654 volgde plundering door Lotharingse troepen. De kerk werd echter herbouwd en in 1667 werd de toren voltooid. Architect was Frans van Gulpen. De diverse graven van de familie Von Bocholtz werden samengevoegd onder een grote grafsteen, die door landcommandeur Edmond Godfried van Bocholtz van de Duitse Orde werd bekostigd. Diezelfde landcommandeur schonk ook een nieuw hoogaltaar, een preekstoel en biechtstoelen, die alle in de 19e eeuw verloren zijn gegaan. Een onderdeel van het hoogaltaar is bewaard gebleven in de landcommanderij Alden Biezen. Het betreft een schilderij van Walthère Damery met een voorstelling van de heilige Dominicus, die van Maria de rozenkrans ontvangt en deze vervolgens aanreikt aan de landcommandeur. Het onderwerp van dit schilderij heeft waarschijnlijk te maken met de oprichting in 1661 van de Broederschap van de Heilige Rozenskrans onder leiding van de Maastrichtse dominicanen.
De kerk werd bouwvallig en in 1845 vond herbouw en restauratie plaats in neogotische stijl, onder architectuur van Joseph Dumont. In 1893 werd door Mathieu Christiaens een kapel ter ere van Onze-Lieve-Vrouw van Lourdes aan de noordzijde gebouwd, en in 1904 werden de zijbeuken afgebroken en werd de huidige kerk gebouwd, eveneens onder architectuur van Mathieu Christiaens. Van de oorspronkelijke kerk bleven koor en toren bewaard, van de midden-19e-eeuwse neogotische kerk bleven de scheibogen gehandhaafd.
In 1993-1994 werd het interieur van de kerk gerestaureerd en van een nieuwe beschildering voorzien naar ontwerp van J. Roux.

## Gebouw
Het kerkgebouw is uitgevoerd in mergelsteen. Het is een driebeukige neogotische kerk met gotisch koor en westtoren. Deze toren heeft drie geledingen en wordt geflankeerd door een achthoekig traptorentje.

### Meubilair
In de kerk bevindt zich een aantal schilderijen van de eerder genoemde Luikse schilder Walthère Daméry, waaronder een Sint-Franciscus van Sales en een Sint-Carolus Borromeus (1661-1665). Het eerder vermelde schilderij met een voorstelling van Sint-Dominicus met de schenker, Edmond van Bocholtz uit circa 1664 is uitgeleend aan Alden Biesen. Daarnaast zijn er barokke schilderijen van Christus die de sleutels aan Petrus geeft (2e helft 17e eeuw), het Doopsel van Christus (circa 1661-1665) en De Keizerspenning (2e helft 17e eeuw).
Van de beelden kunnen worden genoemd een laat-gotische Piëta in gepolychromeerd hout (eerste helft 16de eeuw); een Sint-Jozef in gepolychromeerd hout, barok (circa 1678); een Calvariebeeld  in gepolychromeerd hout (3e kwart 18e eeuw); een Onze-Lieve-Vrouw met Kind in gepolychromeerd hout, barok (circa 1678); een laat-gotische Sint-Anna-ten-Drieën in gepolychromeerd hout (circa 1520-1530); een Onze-Lieve-Vrouw met Kind op de wereldbol in gepolychromeerd hout, barok (begin 18de eeuw); een Sint-Rochus in beschilderd hout, barok (circa 1660); een Sint-Antonius in  gepolychromeerd hout, barok (eind 17de eeuw); een Christus op de Koude Steen in gepolychromeerd hout, laat-gotisch (1530-1540); een Sint-Mauritius in gepolychromeerd hout (18e eeuw); een Sint-Rochus in gepolychromeerd hout, laat-gotisch (16de eeuw); een Sint-Barbara, toegeschreven aan het atelier van Jan van Steffeswert, in gepolychromeerd hout, laat-gotisch (circa 1520); een Sint-Cecilia in gepolychromeerd hout, laat-gotisch (circa 1520); een buste met reliekhouder van Sint-Mauritius in gepolychromeerd hout, barok (1703); een buste met reliekhouder van Sint-Adrianus, gepolychromeerd hout, barok (1678); een processiemadonna (begin 19de eeuw), een Sint-Lambertus in gepolychromeerd hout, barok (begin 18de eeuw); en een Christus en de vier Evangelisten, afkomstig van de voormalige preekstoel, in eikenhout, neogotisch, door P. Peeters uit Antwerpen (1906). 
Veel van het meubilair, waaronder hoofd- en zijaltaren, biechtstoelen en doksaal, zijn neogotisch en stammen uit het begin van de 20e eeuw. Ook de glas-in-loodramen, de muurschilderingen en de kruiswegstaties zijn neogotisch.
In de kerk vindt men diverse 17e-eeuwse grafstenen.

## Galerij

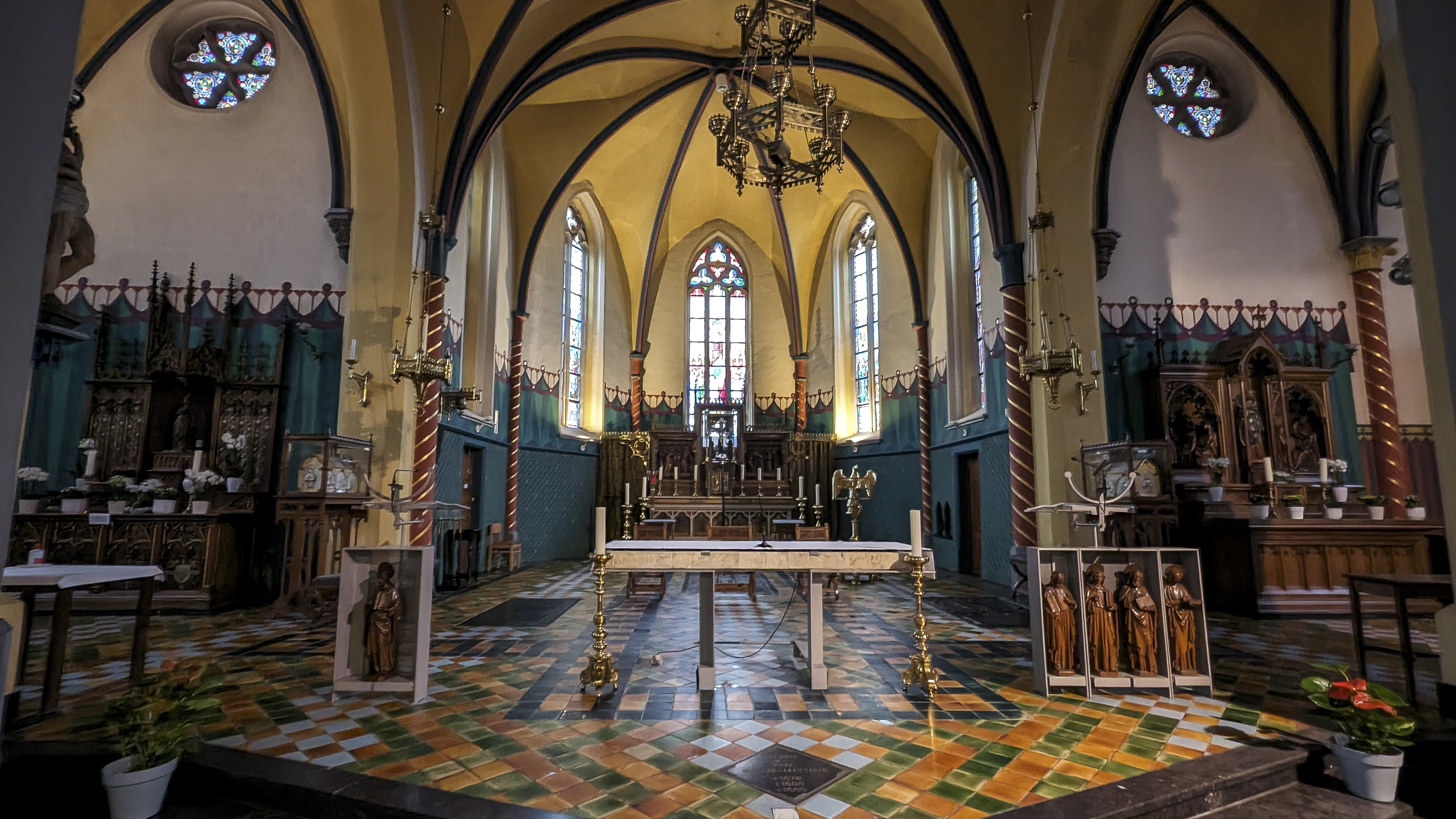
Koor
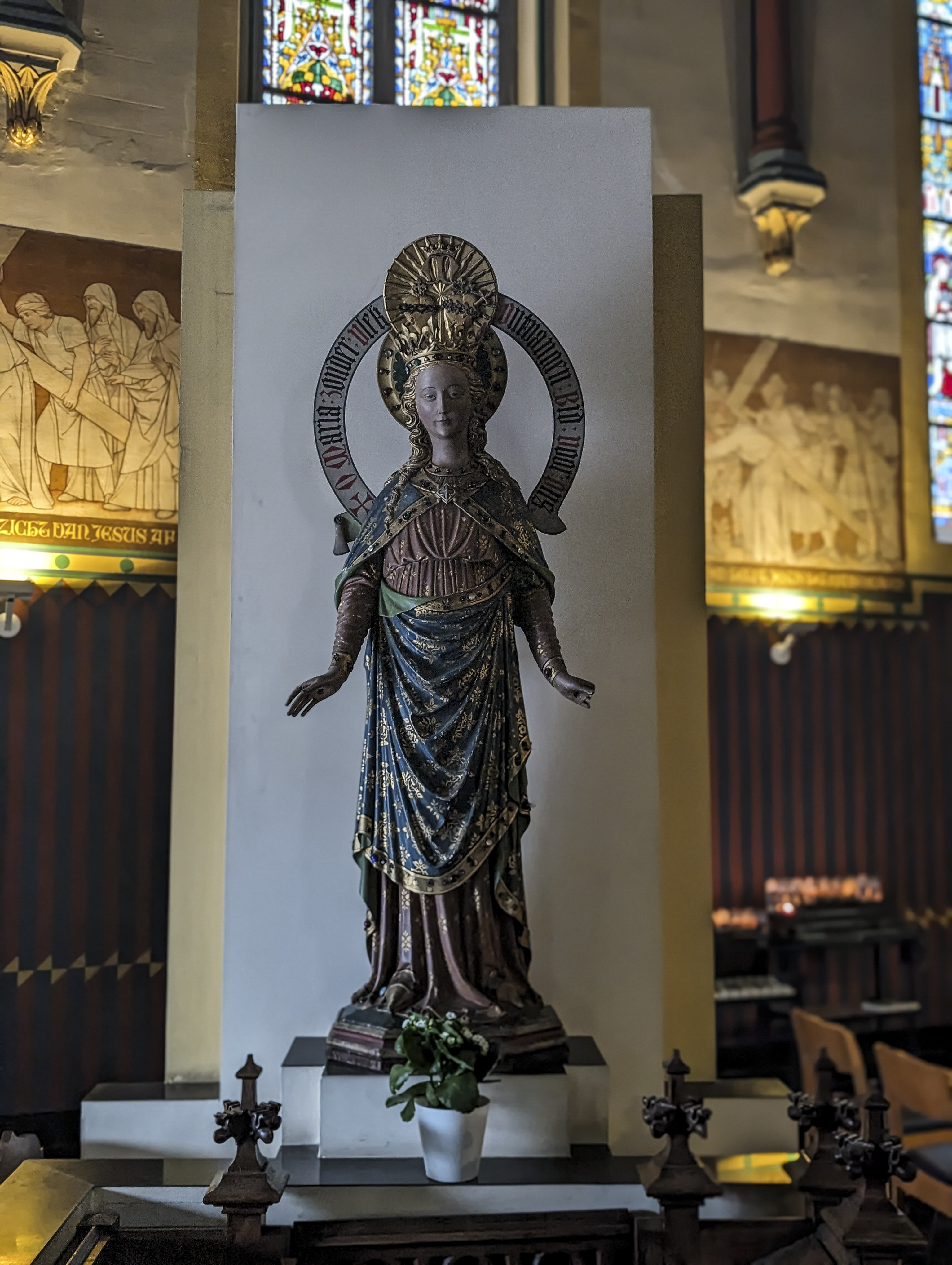
Processiemadonna
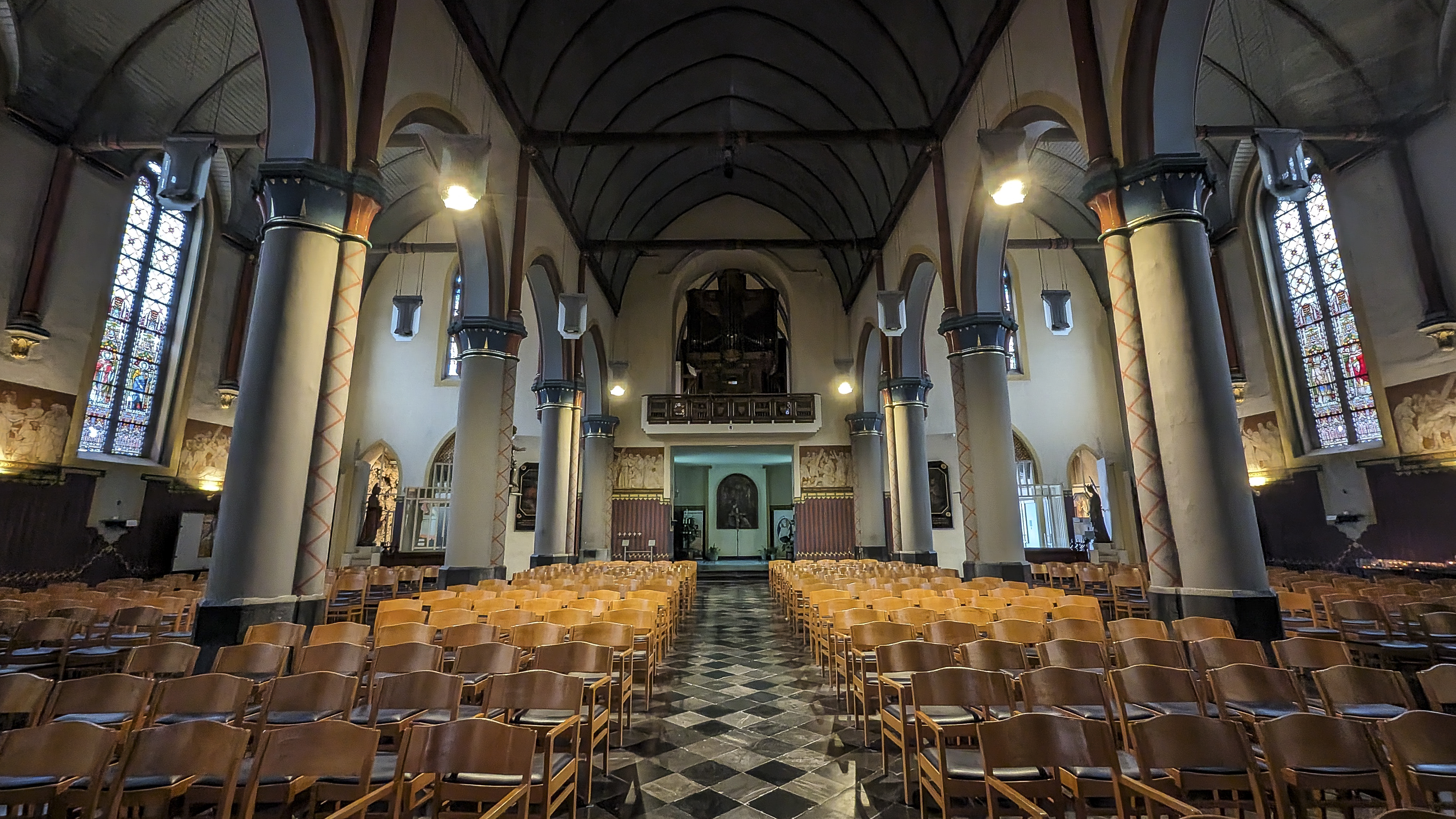
Achterzijde van de hallenkerk